# Ай-Тодор II
Ай-Тодор II (укр. Ай-Тодор II, крымскотат. Ay Todor II, Ай Тодор II, от греч. Άγιος Θεόδωρος, св. Феодор) — развалины укрепления, или замка, впоследствии монастыря XII—XV века, расположенные в 0,5 км к северу от села Малый Маяк в Алуштинском регионе Крыма, на одноимённой горе. Решением Крымского облисполкома № 16 (учётный № 190) от 15 января 1980 года «Укрепление на горе Ай-Тодор: оборонительные стены и церковь св. Федора» объявлено историческим памятником регионального значения.

## Описание
Укрепление находится на вершине конусовидной горы, окружённой двумя рядами стен (толщина 1,5—2 м, кое-где сохранились на высоту 1,7—2 м), сложенных из бута на глине, или насухо. Площадь крепости около 0,37 гектара, стены шли по всему периметру, въезд располагался с южной стороны. В восточном углу внутренней крепости, на вершине нагромождения скальных глыб, находится храм, его апсида была вмонтирована в стену и выполняла роль крепостной башни. Пространство между внутренней и внешней стеной было тесно застроено, за пределами укрепления, раскопками Елены Александровны Паршиной 1969 года, открыты остатки крупной винодельческой усадьбы (полностью снесённой в 1957 году при закладке виноградника), крепиды террасных виноградников. Паршиной также был вскрыт фундамент довольно большого одноапсидного храма XII—XV века, как она полагала, построенного на остатках более раннего (по находкам керамики его относили к VIII—X веку). На основании находок было сделано заключение об укреплённом монастыре XII—XV века, современная версия предполагает наличие предшествующего монастырю замка или укреплённого поселения. Считается, что монастырь, как и многие другие укрепления, был восстановлен в XIII веке в связи с татаро-монгольскими вторжениями в Крым (начиная с 1223 года), сельджукской экспансией и переходом горного Крыма в зону влияния Трапезундской империи. Монастырь существовал в составе Капитанства Готия генуэзских колоний и, судя по исследованиями последних десятилетий, погиб в пожаре 1475 года при захвате Готии армией Гедик Ахмед-паши

## История изучения
Первое сообщение о развалинах оставил Пётр Кеппен в труде «О древностях южнаго берега Крыма и гор Таврических» 1837 года. Учёный писал, что, по преданию, на горе Ай-Тодор был монастырь, и предполагал наличие укрепления в цепи подобных южнобережных крепостей. Упоминал памятник Николай Репников в статье 1935 года, о полной заброшенности в «непроходимых кустах остатков древних построек и греческой средневековой церкви» писал Николай Эрнст в 1935 году. Первые и пока единственные раскопки (шурфовки) были проведены Еленой Паршиной в 1969 году, довольно подробно о памятнике написал О. И. Домбровский в обзоре «Средневековые поселения и „Исары“ Крымского Южнобережья» 1974 года. Исару посвящена отдельная глава «Биюк-Ламбат, Малый Ай-Тодор — руины исара в чащобе колючек» в книге Льва Фирсова «Исары — Очерки истории средневековых крепостей Южного берега Крыма».